# Roter Ecuadorbuntbarsch
Der Rote Ecuadorbuntbarsch (Mesoheros festae, Syn.: Cichlasoma festae) ist ein Süßwasserfisch aus der Familie der Buntbarsche, der im nordwestlichen Südamerika in Flüssen vorkommt, die in den Pazifik münden. Das küstennahe Verbreitungsgebiet liegt zwischen den Flüssen Río Esmeraldas im nördlichen Ecuador und Río Tumbes im äußersten Nordwesten Perus.

## Merkmale
Der Rote Ecuadorbuntbarsch gehört zu den größer werdenden Buntbarschen und kann eine Länge von über 30 cm erreichen. Sein Körper ist oval und seitlich abgeflacht, sein Kopf zum endständigen Maul hin spitz zulaufend. Charakteristische Kennzeichen der Art sind sieben schwarze Querstreifen auf den Körperseiten, zwei weitere Querstreifen auf dem Hinterkopf und ein blaugrün umrandeter, schwarzer Augenfleck im oberen Bereich des Schwanzstiels. Die Geschlechter sind leicht zu unterscheiden. Männchen haben eine grüngelbe Grundfärbung und zahlreiche blaugrüne, glänzende Punkte auf der hinteren Körperhälfte. Das Streifenmuster kann bei ihnen kaum sichtbar sein. Weibchen sind intensiv rot oder orangerot gefärbt mit kontrastreichen schwarze Querstreifen. Während der Fortpflanzungszeit sind ihre Bauchflossen und der vordere hartstrahlige Abschnitt der Rückenflosse schwarz.

## Lebensweise
Der Rote Ecuadorbuntbarsch lebt in kleinen bis größeren Flüssen und ernährt sich vor allem von bodenbewohnenden Wirbellosen.

## Systematik
Die Buntbarschart wurde 1899 durch den belgisch-britischen Zoologen George Albert Boulenger als Heros festae beschrieben. Typuslokalität ist der untere Río Guayas in der Nähe von Guayaquil. Später wurde die Art unter anderem den Gattungen Nandopsis und Parapetenia (Synonym von Nandopsis) zugeordnet, zuletzt Cichlasoma. Bei einer Revision von Cichlasoma durch den schwedischen Ichthyologen Sven O. Kullander wurde die Art jedoch aus Cichlasoma ausgegliedert. Da für diese Art und eine Reihe weiterer Buntbarscharten, die ursprünglich zu Cichlasoma gehörten, kein neuer Gattungsname zur Verfügung steht, wurde die Gattungsbezeichnung „Cichlasoma“ in Anführungsstrichen eine Zeit lang weiter verwendet. Dies änderte sich im August 2015, als ein Ichthyologenteam für drei ostandine Arten die Gattung Mesoheros einführte.